# Bursera malacophylla
Bursera malacophylla là một loài thực vật thuộc họ Burseraceae. Đây là loài đặc hữu của Ecuador.